# Герб Угорской волости
Герб сельского поселения «Уго́рская волость» Дзержинского муниципального района Калужской области Российской Федерации.
Герб утверждён решением № 6 волостного Собрания 19 февраля 2004 года.
Герб внесён в Государственный геральдический регистр Российской Федерации с присвоением регистрационного номера № 1431.

## Описание герба
«В зелёном поле серебряная девичья коса, в пониженную вогнутую левую перевязь; в косу вплетены (черенками), пять золотых, обращённых вверх, берёзовых листов».

Герб может воспроизводиться в двух равнодопустимых версиях: без вольной части и с вольной частью — четырехугольником, примыкающим изнутри к верхнему краю герба муниципального образования «Угорская волость» с воспроизведенными в нем фигурами из герба Калужской области.
Версия герба с вольной частью применяется после внесения герба Калужской области в Государственный геральдический регистр Российской Федерации и соответствующего законодательного закрепления порядка включения в гербы муниципальных образований Калужской области вольной части с изображением в ней фигур из герба Калужской области.

## Символика герба
В основу герба Угорской волости взяты географическое расположение волости на территории Калужской области и административный состав территории.
Серебряная девичья коса аллегорически говорит о реке Угре, вдоль берегов которой расположено муниципальное образование.
Пять берёзовых листьев, вплетенных в косу, показывают пять сельских администраций, отражая их единение и сплоченность в составе волости.
Зелёное поле герба аллегорически показывает большие лесные массивы и сельскохозяйственные угодья волости. Зелёный цвет — символ весны, радости, надежды, жизни, природы, а также здоровья.
Золото символизирует прочность, богатство, справедливость, уважение, великодушие.
Серебро в геральдике — символ совершенства, благородства, чистоты, веры, мира.

## История герба
Герб муниципального образования «Село Кременское» был разработан при содействии Союза геральдистов России.
Авторы герба: идея — Константин Моченов (г. Химки); обоснование символики — Галина Туник (Москва); художник — Оксана Фефелова (Балашиха); компьютерный дизайн — Оксана Афанасьева (Москва).